# جيمس بروير
جيمس بروير (بالإنجليزية: James Brewer)‏ هو لاعب كرة قدم أمريكية أمريكي، ولد في 23 ديسمبر 1987 في إنديانابوليس في الولايات المتحدة.

## وصلات خارجية
- جيمس بروير على موقع مرجع كرة القدم المحترفة.كوم (الإنجليزية)